# El peine del viento

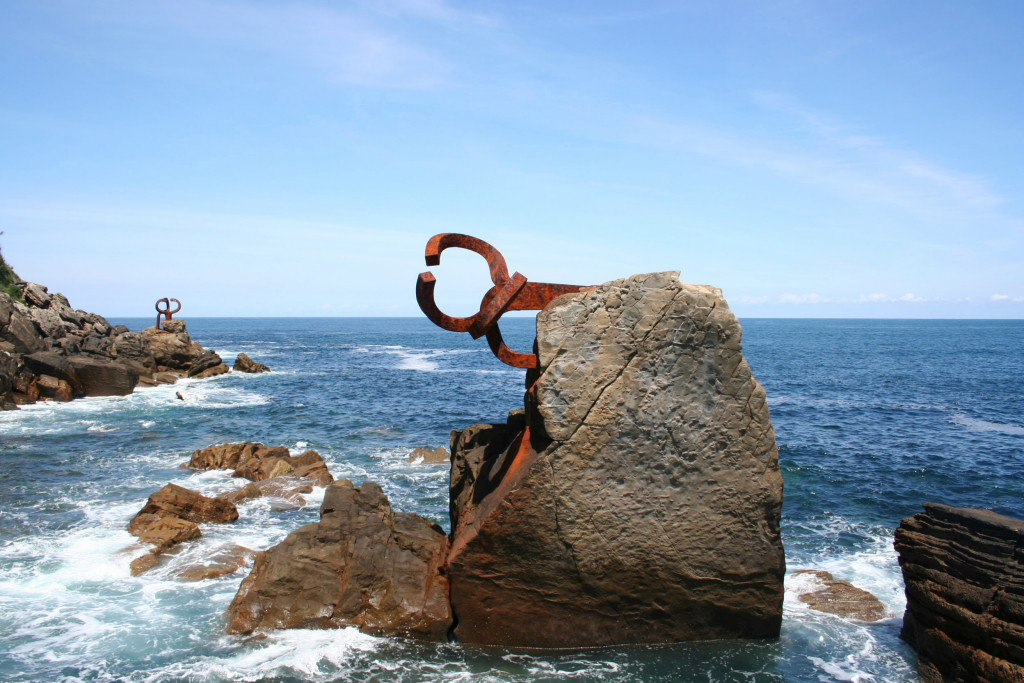
El peine del viento

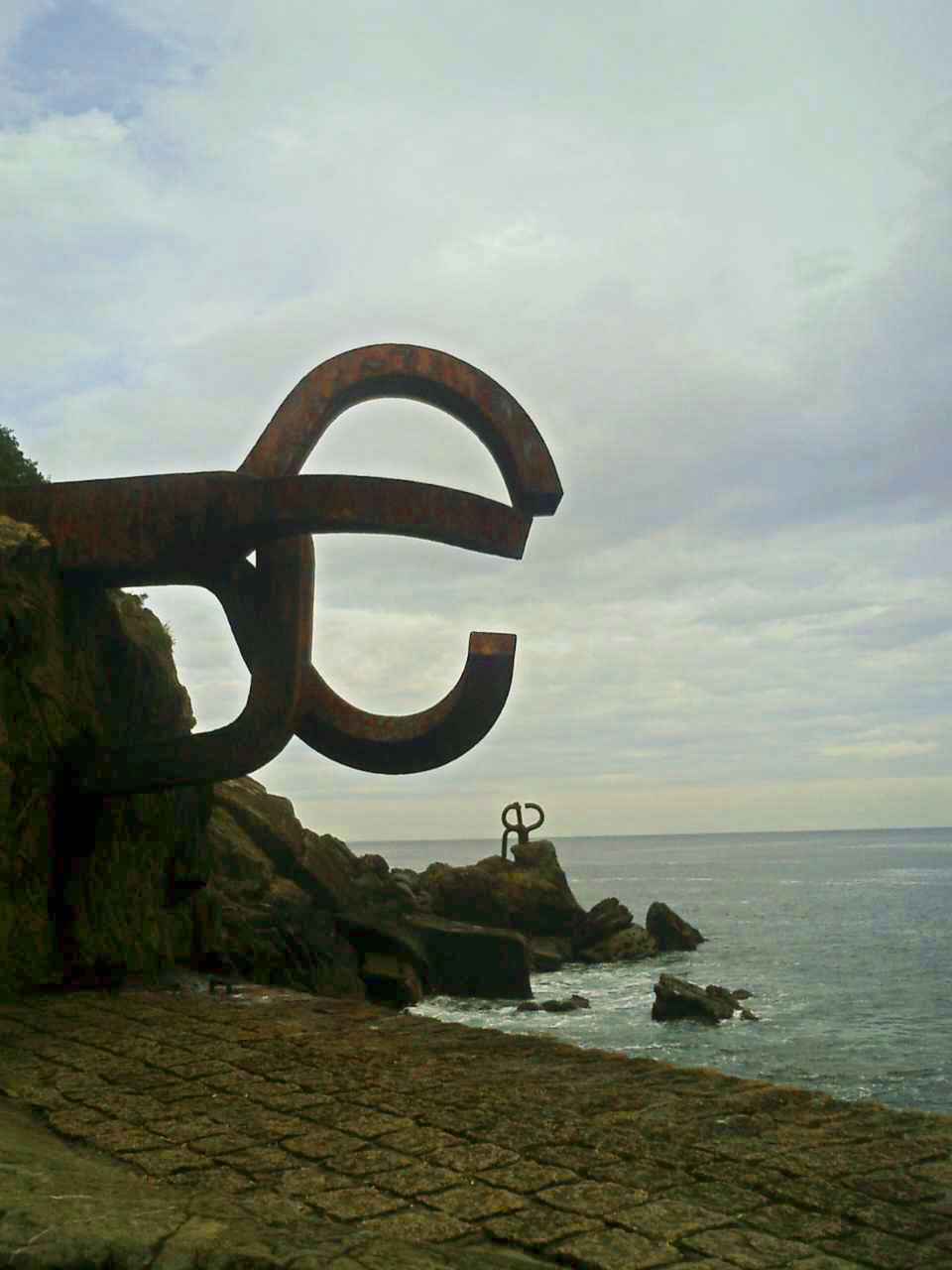
El Peine del Viento w San Sebastián

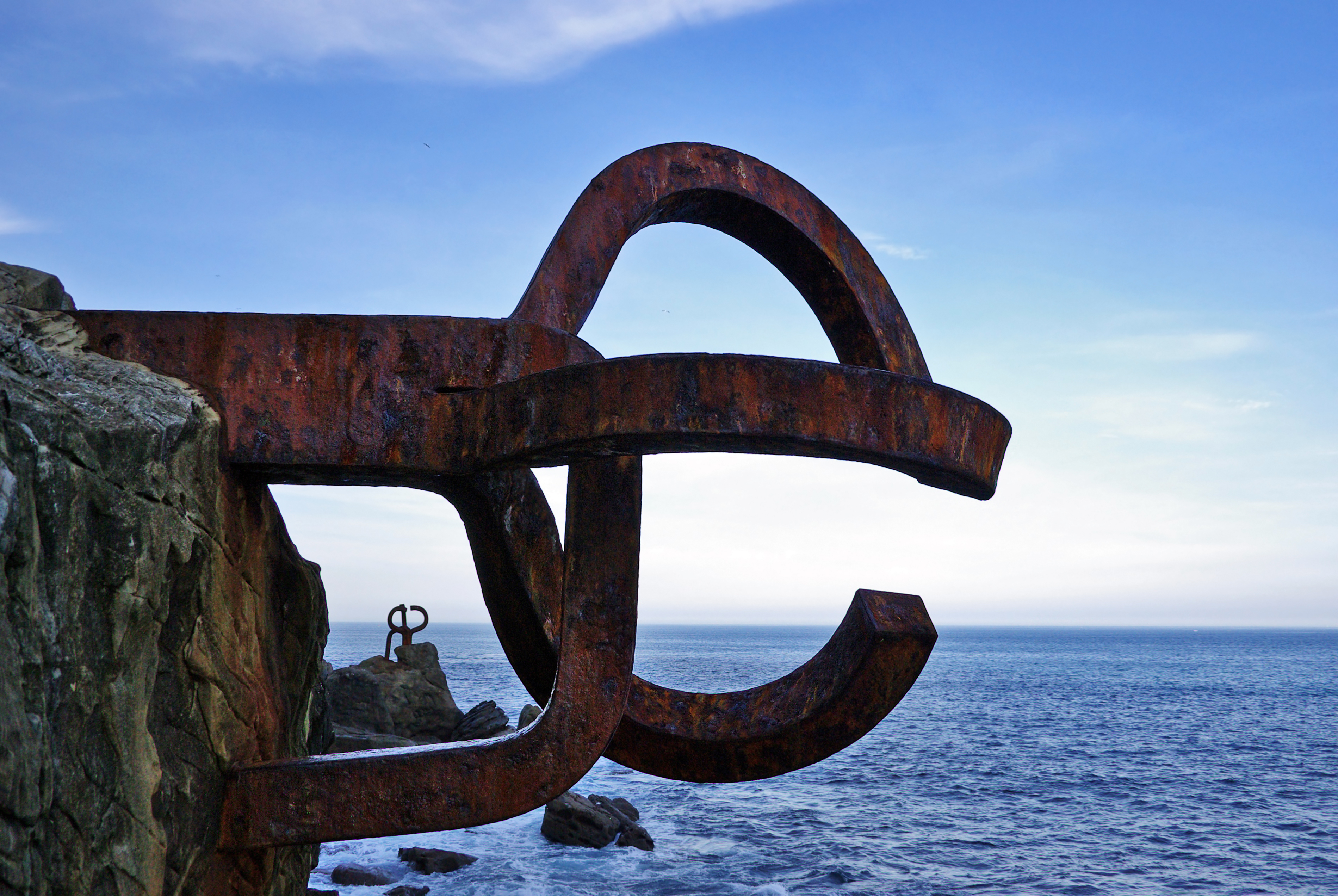
Peine del viento de Eduardo Chillida

El peine del viento (hiszp. Grzebień wiatru) – zbiór rzeźb baskijskiego artysty Eduarda Chillidy.

## Opis
Jest to jedna z najbardziej znanych i popularnych sztuk Eduarda Chillidy. Niepoprawnie nazywana również „Peine de los Vientos”. Odnosi się do własnego stylu rzeźbiarza, mieszanka minimalizmu, abstrakcjonizmu i land art.’u. Według słów samego autora, intencją było, by „wiatr uczesał się przed wejściem do miasta”. Jest to zbiór trzech rzeźb ze stali, znajdujący się na krańcu małej zatoki w San Sebastian (Hiszpania) na świeżym powietrzu. Każda z nich waży około 10 ton i jest umieszczona w skale, które są podmywane przez fale Morza Kantabryjskiego. Przez wpływ wody, wiatru, itp. stalowe części (cztery, krzyżujące się ramiona) są pokryte rdzą. Sztuka jest perfekcyjnie zintegrowana z pięknym miejscem, które ją otacza - tworzą jedną całość. Chillida inspirował się w swoich sztukach elementami takimi jak: ziemia, powietrze, morze. Jeśli chodzi o plac znajdujący się przed rzeźbami nie jest dziełem Chillid’y, lecz jego przyjaciela Luisa Peña Ganchegui. Peine del Viento zostało ukończone w 1976 roku i jest jednym z symboli kulturowych północnego miasta Hiszpanii.